# Mont-sur-Courville
Mont-sur-Courville település Franciaországban, Marne megyében. Lakosainak száma 117 fő (2022. január 1.). Mont-sur-Courville Dravegny, Mont-Saint-Martin, Arcis-le-Ponsart, Courville és Saint-Gilles községekkel határos.

## Népesség
A település népességének változása:
| Lakosok száma | 80   | 81   | 78   | 124  | 136  | 133  | 127  | 119  | 113  | 117  |
|               | 1968 | 1982 | 1990 | 2006 | 2013 | 2015 | 2017 | 2019 | 2020 | 2022 |